# Esther Rolle
Pour les articles homonymes, voir Rolle.
Esther Rolle est une actrice américaine née le 8 novembre 1920 à Pompano Beach en Floride (États-Unis), et décédée le 17 novembre 1998 à Culver City en Californie.

## Biographie
Elle est née en Floride, ses parents sont des immigrants de Nassau des Bahamas. Elle a étudié au Collège Spelman à Atlanta, au Collège Hunter et à l'université Yale.
Elle débute comme danseuse en 1962 à New York.
Elle est morte le 17 novembre 1998 des suites d'un diabète.
Elle est la sœur de l'actrice Estelle Evans (1906-1985), enterrée comme elle au cimetière communautaire de Westview, en Floride.

## Filmographie
| Année                | Titre                                       | Rôle                  | Notes                                                                                                   |
| -------------------- | ------------------------------------------- | --------------------- | --- |
| 1964                 | Nothing But a Man                           | Church woman          | |
| 1967                 | Escalier interdit                           | Teacher               | Non créditée                                                                                            |
| 1971                 | The Bold Ones: The Senator                  | Black Woman           | Épisode A Single Blow of a Sword                                                                        |
| 1972–1974            | Maude                                       | Florida Evans         | 30 épisodes                                                                                             |
| 1973                 | Dynamite Jones                              | Mrs. Johnson          | |
| 1974–1977, 1978–1979 | Good Times                                  | Florida Evans         | 109 episodes Nommée - Golden Globe de la meilleure actrice dans une série télévisée musicale ou comique |
| 1978                 | Summer of My German Soldier                 | Ruth                  | Primetime Emmy Award de la meilleure actrice dans un second rôle dans une mini-série ou un téléfilm     |
| 1979                 | I Know Why the Caged Bird Sings             | Momma                 | Television film                                                                                         |
| 1981                 | Darkroom                                    | Grandmother/Old Woman | Épisode: "Needlepoint"                                                                                  |
| 1982                 | Flamingo Road                               | Julia                 | 3 épisodes                                                                                              |
| 1983                 | L'Île fantastique                           | Mama                  | Épisode: "Edward/The Extraordinary Miss Jones"                                                          |
| 1984                 | Finder of Lost Loves (en)                   | Nellie                | Épisode: "Goodbye, Sara"                                                                                |
| 1985                 | Arabesque                                   | Margaret              | Épisode: "Reflections of the Mind"                                                                      |
| 1987                 | P.K. and the Kid                            | Mim                   | |
| 1989                 | The Mighty Quinn                            | Ubu Pearl             | |
| 1989                 | Miss Daisy et son chauffeur                 | Idella                | |
| 1993                 | Le Château de cartes                        | Adelle                | |
| 1995                 | Le Patchwork de la vie                      | Tante Pauline         | |
| 1996                 | Président ? Vous avez dit président ?       | Rita                  | |
| 1997                 | Rosewood                                    | Tante Sarah           | |
| 1998                 | Poltergeist : Les Aventuriers du surnaturel | Grandma Rose          | Épisode La Belle Dame Sans Merci                                                                        |
| 1998                 | Loin d'ici                                  | Annie Sinclair        | |